# Prionomitus mitratus
Prionomitus mitratus är en stekelart som först beskrevs av Johan Wilhelm Dalman 1820.  Prionomitus mitratus ingår i släktet Prionomitus och familjen sköldlussteklar. Arten är reproducerande i Sverige. Inga underarter finns listade i Catalogue of Life.